# El Escorial
El Escorial – miasto w Hiszpanii we wspólnocie autonomicznej Madryt. Znajduje się w północno-zachodniej części regionu, u podnóża południowych stoków gór Sierra de Guadarrama, około 46 km od Madrytu. Gospodarka miasta opiera się na budownictwie, turystyce, rolnictwie oraz hotelarstwie. 

## Atrakcje turystyczne
- Kościół św. Barnaby
- Casa de El Fuerte Campillo
- Klasztor